# Tomok
Tomok is een bestuurslaag in het regentschap Samosir van de provincie Noord-Sumatra, Indonesië. Tomok telt 3209 inwoners (volkstelling 2010).